# Tajine El Bey
Le tajine El Bey est un type de tajine et spécialité culinaire tunisienne. Contrairement aux autres variétés de tajines tunisiens, il présente la particularité d'être cuit monté sur plusieurs étages, avec une couche de tajine à la viande, une d'épinards sautés et la dernière d'un mélange de rigouta et de blanc d'œuf.